# Cerro Gordo (Carolina del Nord)
Cerro Gordo és una població dels Estats Units a l'estat de Carolina del Nord. Segons el cens del 2000 tenia 244 habitants.

## Demografia
Segons el cens del 2000, Cerro Gordo tenia 244 habitants, 90 habitatges i 68 famílies. La densitat de població era de 124 habitants per km².
Dels 90 habitatges en un 34,4% hi vivien nens de menys de 18 anys, en un 63,3% hi vivien parelles casades, en un 11,1% dones solteres, i en un 24,4% no eren unitats familiars. En el 22,2% dels habitatges hi vivien persones soles el 15,6% de les quals corresponia a persones de 65 anys o més que vivien soles. El nombre mitjà de persones vivint en cada habitatge era de 2,71 i el nombre mitjà de persones que vivien en cada família era de 3,21.
Per edats la població es repartia de la següent manera: un 27,9% tenia menys de 18 anys, un 7,4% entre 18 i 24, un 29,1% entre 25 i 44, un 20,1% de 45 a 60 i un 15,6% 65 anys o més.
L'edat mediana era de 36 anys. Per cada 100 dones de 18 o més anys hi havia 81,4 homes.
La renda mediana per habitatge era de 20.000 $ i la renda mediana per família de 28.750 $. Els homes tenien una renda mediana de 31.964 $ mentre que les dones 22.500 $. La renda per capita de la població era de 12.447 $. Entorn del 21,7% de les famílies i el 22,5% de la població estaven per davall del llindar de pobresa.

## Poblacions més properes
El següent diagrama mostra les poblacions més properes.